# Gert Karl Schaefer
Gert Karl Schaefer (9 de agosto de 1920-27 de noviembre de 1996) fue un actor alemán.

## Biografía
Nacido en Kokand, Uzbekistán, en aquel momento parte de la República Autónoma Socialista Soviética del Turkestán, Schaefer se graduó tras cursar estudios entre 1941 y 1943 en la escuela teatral del Deutsches Theater de Berlín. Desde 1945 a 1946 estuvo en el Teatro Jürgen Fehling, debutando allí en 1945 con el papel de Löwe en la obra de George Bernard Shaw Androklus und der Löwe. Tuvo otros compromisos en el Teatro Hebbel de Berlín(1946/47), en el Deutschen Theater (1948–50), en el Berliner Ensemble de Bertolt Brecht (1950–52), el Teatro Schiller de Berlín (1952/53), y de nuevo en el Berliner Ensemble (1953/54). Desde 1949 a 1951 también actuó en varias películas producidas por la Deutsche Film AG.
En 1954 se fue a Gotinga, donde formó parte del elenco del Deutsches Theater de esa ciudad.
Schaefer estuvo casado con la actriz Eva Brumby. La pareja tuvo cuatro hijos, incluyendo a los intérpretes Susanne Schaefer y Gert Schaefer.
Gert Karl Schaefer falleció en Lübeck, Alemania, en 1996.

## Filmografía (selección)
- 1947 : Zugvögel, dirección de Rolf Meyer
- 1947 : In jenen Tagen, dirección de Helmut Käutner
- 1948 : Wege im Zwielicht, dirección de Gustav Fröhlich
- 1949 : Mädchen hinter Gittern, dirección de Alfred Braun
- 1949 : Unser täglich Brot, dirección de Slatan Dudow
- 1950 : Das Beil von Wandsbek, dirección de Falk Harnack
- 1951 : Corinna Schmidt, dirección de Arthur Pohl
- 1951 : Schatten über den Inseln, dirección de Otto Meyer
- 1954 : Drei vom Varieté: Spiel mit dem Leben (TV), dirección de Kurt Neumann
- 1954 : Was ihr wollt (TV), dirección de Heinz Hilpert
- 1955 : Banditen der Autobahn, dirección de Géza von Cziffra
- 1956 : Nacht der Entscheidung, dirección de Falk Harnack
- 1967 : Landarzt Dr. Brock (serie TV), dirección de Ralph Lothar
- 1968 : Über den Gehorsam. Szenen aus Deutschland (TV), dirección de Egon Monk
- 1968 : Gold für Montevasall, dirección de Thomas Engel
- 1970 : Industrielandschaft mit Einzelhändlern (TV), dirección de Egon Monk
- 1973 : Desaster (TV), dirección de Reinhard Hauff
- 1976 : Alexander März (TV), dirección de Vojtěch Jasný
- 1978 : Gutenbach (TV), dirección de Michael Verhoeven
- 1979 : Die Hamburger Krankheit, dirección de Peter Fleischmann
- 1984/1985 : Der blinde Richter (TV), dirección de Vojtěch Jasný